# Титівка (Брянський район)
Титівка (рос. Титовка) — присілок в Брянському районі Брянської області Російської Федерації.
Населення становить 720 осіб. Входить до складу муніципального утворення Глинищевське сільське поселення.

## Історія
Від 2005 року входить до складу муніципального утворення Глинищевське сільське поселення.

## Населення
| 2010 | 2013 |
| ---- | ---- |
| 727  | ↘720 |